# باشگاه فوتبال ایراکلیس (سالونیک)
باشگاه فوتبال ایراکلیس ۱۹۰۸ (یونانی: Α.Ε.Π. Ηρακλής 1908 ΠΑΕ) باشگاه حرفه‌ای فوتبال است که در شهر تسالونیکی یونان واقع شده‌است.این باشگاه در سال ۱۹۰۸ میلادی بنیان نهاده شده و یکی از پرقدمت‌ترین باشگاه‌های فوتبال در کشور یونان و قدیمی تیم در شهر تسالونیکی است. ورزشگاه خانگی این تیم کافتانزوگلیو با گنجایش ۲۷٬۷۷۰ نفر است.

## رکوردهای اروپایی
تا تاریخ ۲۲ فوریه ۲۰۰۸
| مسابقات               | بازی | برد | مساوی | باخت | گل زده | گل خورده |
| --------------------- | ---- | --- | ----- | ---- | ------ | -------- |
| لیگ قهرمانان اروپا    | ۰    | ۰   | ۰     | ۰    | ۰      | ۰        |
| جام برندگان جام اروپا | ۲    | ۰   | ۱     | ۱    | ۰      | ۲        |
| جام یوفا              | ۱۴   | ۵   | ۲     | ۷    | ۱۳     | ۱۹       |
| اینتر-سیتیز فیرز کاپ  | ۴    | ۱   | ۰     | ۳    | ۴      | ۱۹       |
| جام اینترتوتو         | ۱۲   | ۴   | ۲     | ۶    | ۱۴     | ۲۳       |
| مجموع                 | ۳۲   | ۱۰  | ۵     | ۱۷   | ۳۱     | ۶۳       |